# Festival Danse d'Aurillac
Le premier Festival Danse à Aurillac a été créé en 1987 par Vendetta Mathea.
Entre 1987 et 2014, la ville aura accueilli plus de 300 danseurs.

## De 1987 à 1989: Aurillac Danse Création
Durant trois jours, Aurillac accueille en spectacle les figures de la danse internationale et française. En parallèle, des compagnies à dimension régionale sont invitées à présenter leurs travaux pour se rendre visibles au niveau national.
Les lieux de représentation sont multiples entre scènes traditionnelles (Théâtre d'Aurillac) et extérieures (Haras Nationaux, plusieurs places et jardins...). 

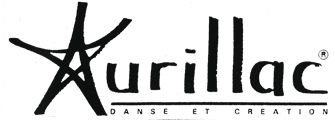
Logo du Festival dans les années 1980.

Expositions picturales, happenings et animations de rue complètent le programme,.
Patrick Dupond a déclaré à propos de sa venue : « Je me suis d'autant plus réjoui de constater que cette région s'éveille à la Danse ».

### Artistes accueillis
- Patrick Dupond et les Ballets Nancy (BTF) - Édition 1988
- Jonathan Apples - Édition 1988
- Vendetta Mathea Dance Company - Édition 1988
- Cie Truck - Édition 1988
- Cécile Louvel - Édition 1988
- Volt Face - Édition 1988

- Elisa Monte - Édition 1989
- Repertory Dance company of East Harlem - Édition 1989
- Writhm Dance company of Detroit - Édition 1989
- New Danish Dance Theater of Copenhagen - Édition 1989
- North Western High school company of Detroit - Édition 1989
- Cie Traction Avant - Édition 1989
- Cie Lina Braunschweig - Édition 1989
- les Cols Roulés - Édition 1989
- Cie A-RA-H-OM - Édition 1989
- Icosaèdre Danse Theatre - Édition 1989
- Cie Espace Danse - Édition 1989
- Vol K Danse - Édition 1989
- Cie du Merle Blanc - Édition 1989
- David Brown - Édition 1989
- Penny Godboldo - Édition 1989
- Jewel Love - Édition 1989

## 2007-2012: 36 Heures
À l'Initiative de Vendetta Mathea et de Jean-Paul Peuch, directeur du Théâtre d'Aurillac, un nouveau format est proposé en 2007 sous forme de "Marathon" de spectacles et rencontres sur une dizaine de lieux dans la ville. 36Heures de danse réunissant pour la première édition les chorégraphes de la région Auvergne (une vingtaine),.
Première édition marquée par l'un des premiers "buzz" orchestré en amont autour du "36" sur le web et par voie d'affichage,.
Pour France 3, « Aurillac est un haut lieu de la danse, notamment pendant ces 36 Heures  »

### Artistes accueillis
- Édition 2007 : Thierry Lafont, Sylvie Pabiot, Françoise Trognée, Sandrine Sauron, Sidi Graoui, Vendetta Mathea, Rani Dahak, Tchad, Claire Youlou, Lydia Boukhirane, Sylvie Gouttefarde, Fanette Chauvy, Collectif Dynamo, Michel Gérardin, Franni Donohoe, Dominique Lemarquis, Yan Raballand (en duplex)[11]
- Édition 2008 : Cie Perséphone, Cie Nadja - Lydia Boukhirane, Cie TBC - Tchad, Cie Wejna - Sylvie Pabiot, Cie Vincent Mantsoé, Cie Vendetta Mathea & Co, La Manufacture Cie, Cie La Vouivre, S'adancir - Madelyne Réant, Cie Daruma - Milène Duhameau
- Édition 2009 : Fanette Chauvy - Cie Gradiva, Franck Micheletti - Kubilaï Khan Investigation, Cie Perséphone, Thierry Lafont - Cie Axotolt, Collectif Dynamo, Compagnie In Ninstan - Jody Etienne, Compagnie TBC - Tchad
- Édition 2010 : Fanette Chauvy - Cie Gradiva, Cie Vendetta Mathea & Co, Franck Micheletti - Kubilaï Khan Investigation, Lydia Boukhirane - Cie Nadja, Yan Raballand - Cie Contrepoint, Compagnie In Ninstan - Jody Etienne, Compagnie Daruma - Milène Duhameau, Compagnie TBC - Tchad
- Édition 2011 : Cie Calabash - Wayne Barbaste, Cie Komusin - Eun Young Lee, Cie Pedro Pauwels, Cie Contrepoint - Yan Raballand, Compagnie In Ninstan - Jody Etienne, Compagnie Les Peltireurs - Julie Decoin & Jonathan Condret, Compagnie Achak - Lowriz Vo Trung Ngon, Compagnie Avalanche - Tchad, Compagnie Ellipse - Pierrick Quantin, Compagnie Osmose - Aline Desbois & Laura Faure, Compagnie Wild - Julien Gravina
- Édition 2012 : Cie Andrea Sitter, Collectif Dynamo, Cie Pedro Pauwels, Sylvie Pabiot, CCN de Roubaix Carolyn Carlson, Compagnie In Ninstan - Jody Etienne, Compagnie Les Peltireurs - Julie Decoin & Jonathan Condret, Compagnie Achak - Lowriz Vo Trung Ngon, Compagnie Ellipse - Pierrick Quantin, Compagnie Osmose - Laura Faure, Compagnie Wild - Julien Gravina

## 2013-2015: La Danse  à portée de la main
Dans le prolongement naturel des 36 Heures, les organisateurs souhaitent aider à décoder la danse et à la rendre accessible, notamment en exposant les travaux en cours de création des artistes locaux.
« Au fur et à mesure des années, un public s'est créé, autour des artistes en résidence et en formation » expliquera  Thierry Desserre sur France 3.

### Artistes accueillis
- Édition 2013 : Cie Contrepoint Yan Raballand, Cie Wejna Sylvie Pabiot, Cie Vendetta Mathea & Co "Water Soul", Cie du Petit futur Fanny Steimetz, Cie Les Peltireurs Julie Decoin, Dark Unit, Cie Achak, Charlotte Bauduin, Nick Liestal, Claire Lamothe & Chloé Longueville
- Édition 2014 : Compagnie Nomade, Compagnie Faozya Matthieu Hernandez, Compagnie Daruma Milène Duhameau, Compagnie Dance Image EMotion Yutaka Nakata...